# Grand Prix Turecka
Grand Prix Turecka (turecky: Türkiye Grand Prix) je motoristický závod Formule 1, který se koná  poblíž Istanbulu na okruhu Istanbul Racing Circuit, navrženém Hermannem Tilkem a otevřeném v roce 2005.
Závod byl součástí mistrovství světa Formule 1 v letech 2005 až 2011 a 2020 až 2021. Nejúspěšnějším jezdcem závodu je Felipe Massa, nejúspěšnějším konstruktérem Ferrari, z nichž každý tento závod vyhrál třikrát.

## Vítězové Grand Prix Turecka

### Opakovaná vítězství (jezdci)
| Počet vítězství | Jezdec         | Roky             |
| --------------- | -------------- | ---------------- |
| 3               | Felipe Massa   | 2006, 2007, 2008 |
| 2               | Lewis Hamilton | 2010, 2020       |

### Opakovaná vítězství (týmy)
| Počet vítězství | Konstruktér | Roky             |
| --------------- | ----------- | ---------------- |
| 3               | Ferrari     | 2006, 2007, 2008 |
| 2               | McLaren     | 2005, 2010       |
| 2               | Mercedes    | 2020, 2021       |

### Opakovaná vítězství (dodavatelé motorů)
| Počet vítězství | Dodavatel | Roky                         |
| --------------- | --------- | ---------------------------- |
| 5               | Mercedes* | 2005, 2009, 2010, 2020, 2021 |
| 3               | Ferrari   | 2006, 2007, 2008             |

* Byl vyráběn Ilmor v roce 2005.

### Vítězové v jednotlivých letech
| Rok         | Jezdec           | Konstruktér      | Trať          | Výsledky  |
| ----------- | ---------------- | ---------------- | ------------- | --------- |
| 2021        | Valtteri Bottas  | Mercedes         | Istanbul Park | Výsledky  |
| 2020        | Lewis Hamilton   | Mercedes         | Istanbul Park | Výsledky  |
| 2019 - 2012 | Nejelo se        | Nejelo se        | Nejelo se     | Nejelo se |
| 2011        | Sebastian Vettel | Red Bull-Renault | Istanbul Park | Výsledky  |
| 2010        | Lewis Hamilton   | McLaren-Mercedes | Istanbul Park | Výsledky  |
| 2009        | Jenson Button    | Brawn-Mercedes   | Istanbul Park | Výsledky  |
| 2008        | Felipe Massa     | Ferrari          | Istanbul Park | Výsledky  |
| 2007        | Felipe Massa     | Ferrari          | Istanbul Park | Výsledky  |
| 2006        | Felipe Massa     | Ferrari          | Istanbul Park | Výsledky  |
| 2005        | Kimi Räikkönen   | McLaren-Mercedes | Istanbul Park | Výsledky  |